# 围堵

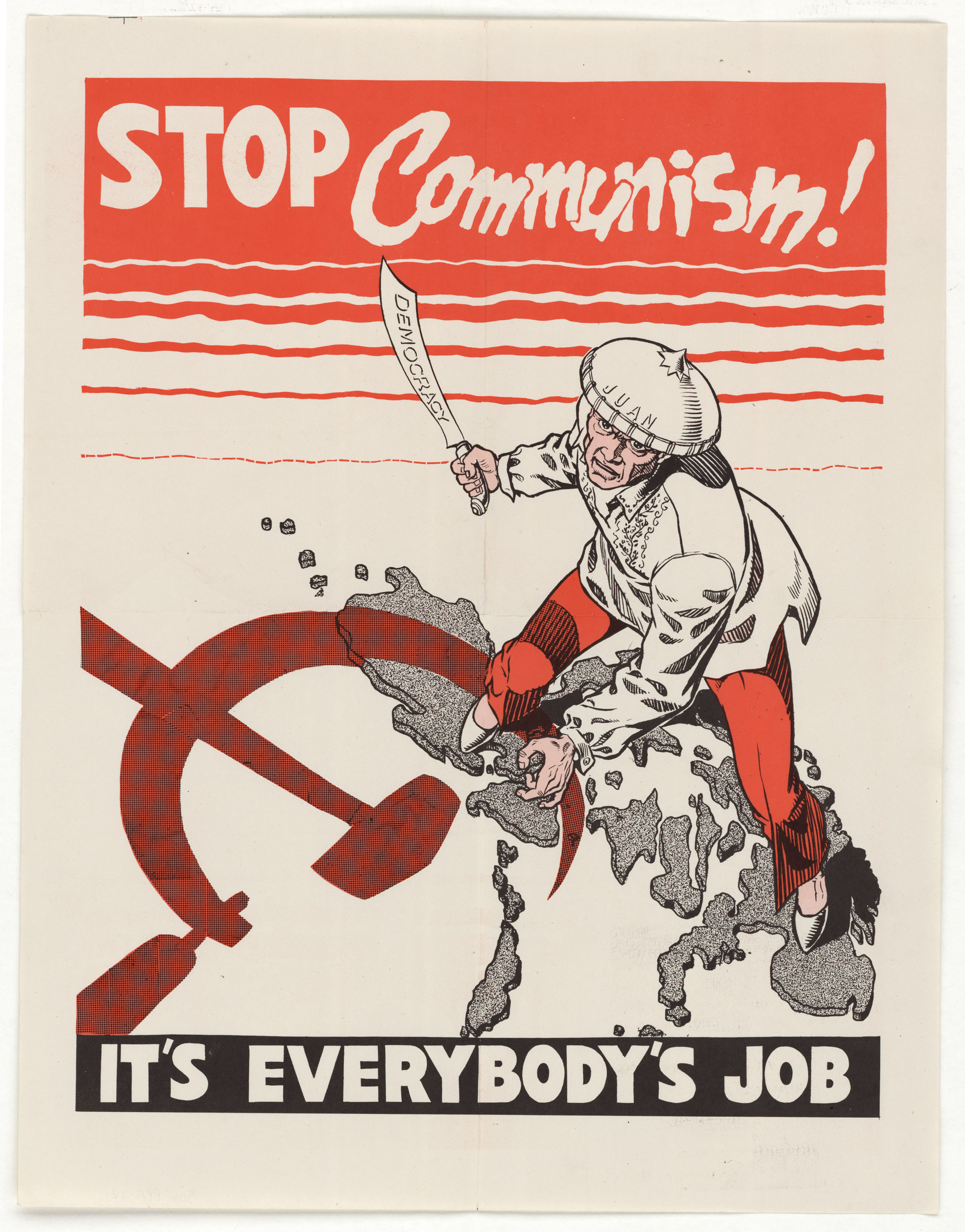
美国新闻署制作的海报，描绘菲律宾的国家拟人胡安·德拉·克鲁斯准备将共产主义赶出菲律宾

圍堵政策（英語：containment，中國大陸譯作遏制戰略），特指圍堵共產主義和圍堵共產主義陣營，是美国在冷战的反共主義的外交战略，目的是限制多米诺效应。政策始於美國駐蘇聯的外交官喬治·凱南的「長電報」(long telegram)，認為美蘇必成為敵手，而在對峙中美國實力明顯強過蘇聯。要擊敗蘇聯就得採取堅強圍堵的政策，建議美國應從政治、經濟、軍事及意識型態各層面遏止蘇聯的對外擴張。該計畫受到了美國當局高層的認同，促成了「杜魯門主義」與「馬歇爾計畫」。在圍堵政策提出不久後，前英國首相邱吉爾在美國密蘇里州的西敏寺學院發表著名的「鐵幕」演說
。

## 歷史
二战结束后，英美盟军和苏联的关系紧张，斯大林在苏联周边建立了一些社会主义倾向国家以確保自身的地緣優勢，例如对波兰政治上的接管。美国总统杜鲁门決定了政治上的反制措施，限制苏联的社会主义体制。1947年3月12日，杜鲁门在美国国会发言上发表了国情咨文，希望國會支持希臘與土耳其的民主政權，成為了杜魯門主義的起點。美国开始为对抗社会主义政治的国家提供军事和经济援助，这项政策也正式宣告了美国的对外方针。
杜鲁门政府新上任的美国国务卿小乔治·卡特莱特·马歇尔采纳了乔治·凯南的计划，这项代号“X”的围堵计划被凯南定义为一项“围堵苏联帝国主义”的政策，并于1947年7月在《外交》杂志发表。在一篇署名文章《论苏联行为起因》中，凯南证明了社會主義体制的缺陷性，并且表明：当美国真正看清自身的实力并且接受主导的地位时，美国完全有能力将俄国的扩张限制回去。
紧接着，美国向土耳其和希腊提供军事和经济援助，因为两国的地理位置重要，共同扼守着黑海通向地中海的要冲达达尼尔海峡：如果苏联控制该地区，苏联的黑海舰队可以畅通驶入地中海，军事威胁将达到整个地中海区域，威胁到意大利、西班牙、法国以及英法的北非殖民地。

### 起源（1944–1947年)
隨著戰爭的結束，美國國務院主要人員對蘇聯越來越感到失望和懷疑。美國駐莫斯科大使威廉·埃夫里爾·哈里曼曾經是對美蘇關係的「堅定樂觀主義者」，但他對蘇聯在1944年華沙起義的行為以及對1945年2月《雅爾塔協定》的違反都感到失望。哈里曼後來對杜魯門政府關於蘇聯的觀點方面產生了重大影響。
1946年2月，美國國務院詢問當時在美國駐莫斯科大使館的喬治·凯南，為什麼蘇聯反對成立世界銀行和國際貨幣基金組織。凯南以著名的「長電報」回應道
- 蘇聯認為自己處於與資本主義的永久戰爭之中。
- 蘇聯將使用資本主義世界中可控的馬克思主義者作為盟友。
- 蘇聯的擴張不符合俄羅斯各民族的觀點或經濟現實，而是符合沙俄帝國的歷史心理和偏執。
- 蘇聯政府的結構阻止了對內部和外部現實的客觀或準確描述。

此後，凯南表示不支持通過軍事手段來遏制蘇聯，圍堵政策是政治上的遏制。後來，尤其是五十年代後，凯南認為當時美國若在地理上全方位的遏制蘇聯，未必能完全成功。

### 圍堵政策的更替
1940年代後期，三種圍堵的替代性政策被討論。
首先是回到孤立主義，最大程度地減少美國對世界其他地區的參與，這一政策得到了保守派共和黨人的支持，特別是來自中西部的共和黨人，包括前總統赫伯特·胡佛和參議員羅伯特·塔夫脫。但是參議員亞瑟·H·范登堡及許多其他共和黨人反對回到孤立主義。
第二種是緩和政策，主張透過合作手段，可以拉攏或收買蘇聯以外的共產國家做對抗，並試圖以貿易與文化、科技的交流來引起蘇聯的開放政策，減少其對美國的敵意。這項政策在1970年代達到高峰，起因於古巴危機中美蘇一度陷入全面核戰的危險，加上美國越戰的失敗與中東面臨石油危機的經濟問題使美國選擇緩和，核武限制條約與太空競賽、1979年美國承認中华人民共和国并与之建交等成果也是這時候出現的。
第三種是「推回」，在雷根時代是採取與蘇聯進行直接對抗，美國除了政治上主張高度自由，並憑藉創新的經濟和文化等軟手段之外，也大幅增加軍費研發，並減少和限制蘇聯石油和礦產的出售，這些手段被用來對付當時民生經濟惡化並十分封閉守舊的蘇聯效果甚好。

## 評價
围堵政策最初是指美国1947年实行的针对苏联的一项外交政策，同时也宣布了反法西斯联盟的最终破裂。这项政策阻止了共產主義思想和斯大林主义的蔓延，将它們限制在當前范围内。也因此開啟了長達四十多年的冷戰密雲。

## 引用
1. ↑  Kennan, George.  . 维基文库. 1946 （英文）.
2. 1 2  楊永明（2010年），第49页
3. ↑  白德華（2014年），第181页
4. ↑  楊永明（2010年），第50页
5. ↑  Gaddis（2012年），第201-224页
6. ↑  Kennan（1967年），第358页
7. ↑  Kennan（1967年），第359页